# Ecuación recíproca
En álgebra ecuación recíproca se llama a la ecuación polinómica {\displaystyle P(x)=0} en la que si {\displaystyle s} distinto de cero, es una solución, entonces también lo será {\displaystyle {\frac {1}{s}}}.
Desplegando

{\displaystyle P(x)_{}^{}=} {\displaystyle a_{n}x^{n}+a_{n-1}x^{n-1}+\cdots +a_{1}x^{1}+a_{0}x^{0}=0.}

Esto implica que al reemplazar x por 1/x en la ecuación propuesta, y eliminar los denominadores, se obtiene la misma ecuación, esto es:

{\displaystyle P(x)_{}^{}=} {\displaystyle a_{0}x^{n}+a_{1}x^{n-1}+\cdots +a_{n-1}x^{1}+a_{n}x^{0}=0}

entonces se verifica:
ak = an-k  para k = 0, 1,...,n.

## Ecuación cuártica recíproca
Sin embargo, en el caso de la ecuación algebraica de cuarto grado del tipo
{\displaystyle ax^{4}+bx^{3}+cx^{2}+dx+e=0}se denomina recíproca (e diferente de 0), si existe un número α ≠ 0 tal que, entre los coeficientes de la ecuación a, b. c, d, e hayan las relaciones {\displaystyle d=\alpha b,e=\alpha ^{2}a.}
Empleando la sustitución {\displaystyle x+{\frac {\alpha }{x}}=y,} después de dividir entre x2 la ecuación original, y teniendo en cuenta que
{\displaystyle x^{2}+{\frac {\alpha ^{2}}{x^{2}}}=y^{2}-2\alpha } se obtiene una ecuación cuadrática respecto a y:
{\displaystyle ay^{2}+by+cy-2\alpha a=0}.
la que da dos raíces de y, que permite estructurar dos ecuaciones de segundo grado en x
 donde y1 e y2 son raíces de la ecuación cuadrática en y (1).

## Casos de ecuación cuártica recíproca

### Ecuación simétrica
Cuando α = 1, en el caso de la ecuación cuártica recíproca, resulta
, los coeficientes de los términos equidistantes del término cuadrático son idénticos

### Ecuación antisimétrica
Asumiendo que α = -1, da como resultado
, la que se conoce como ecuación antisimétrica de cuarto grado. Los coeficientes de los términos de grado impar son opuestos.